# Staří Slované

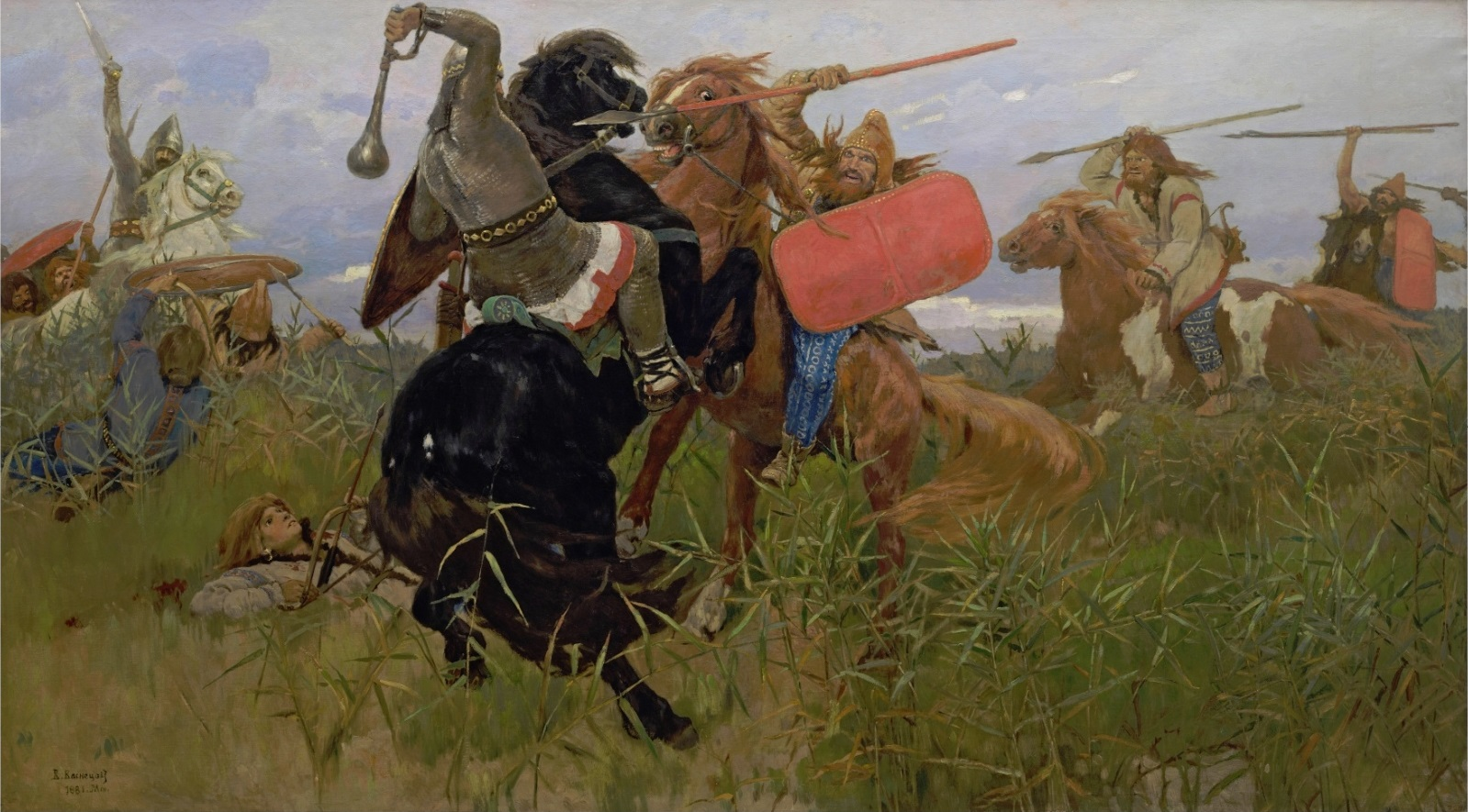
Boj mezi Slovany a Skyty od Viktora Vasněcova (1881)

Staří Slované byli indoevropské národy, které žily v období stěhování národů a raného středověku (přibližně od 5. do 10. století našeho letopočtu) ve střední, východní a jihovýchodní Evropě a prostřednictvím slovanských států položily základy slovanským národům raného a vrcholného středověku. Původní vlast Slovanů je stále předmětem debat kvůli nedostatku historických záznamů; nicméně učenci věří, že to bylo ve východní Evropě, pravděpodobně s centrem v Polesí.
První písemné použití jména „Slované“ se datuje do 6. století, kdy slovanské kmeny obývaly velkou část střední a východní Evropy. Do té doby byly kočovné íránsky mluvící národy žijící v evropské pontské stepi (Skytové, Sarmati, Alani atd.) pohlceny slovansky mluvícím obyvatelstvem regionu. Během následujících dvou století se Slované rozšířili na západ k řece Labi a na jih směrem k Alpám a do jihovýchodní Evropy, přičemž v tomto procesu absorbovali ilyrské a thrácké národy a také se přesunuli na východ směrem k řece Volze. Mezi šestým a sedmým stoletím se velké části Evropy dostaly pod kontrolu Slovanů, což je proces méně popsaný a zdokumentovaný než proces germánské etnogeneze na západě. Dopady slavizace však byly mnohem hlubší.
Počínaje 7. stoletím byli Slované postupně christianizováni (jak řeckým pravoslavím, tak římským katolicismem). Ve 12. století byli základní populací řady středověkých křesťanských států: východní Slované v Kyjevské Rusi, jižní Slované v Bulharské říši, Srbském knížectví, Chorvatském knížectví a Bosenském banátu a západní Slované v Nitrianské knížectví, na Velké Moravě, v Českém knížectví a v Polském království. Nejstarším známým slovanským knížectvím v historii byla Karantánie, založená v 7. století východoalpskými Slovany, předky dnešních Slovinců. Slovanské osídlení východních Alp zahrnovalo dnešní Slovinsko, východní Furlansko a velké části dnešního Rakouska.